# Monhystera longistoma
Monhystera longistoma är en rundmaskart som beskrevs av Satendra Khera 1971. Monhystera longistoma ingår i släktet Monhystera och familjen Monhysteridae. Inga underarter finns listade i Catalogue of Life.